# ایان اپلیارد
ایان اپلیارد (انگلیسی: Ian Appleyard; ۱۰ اکتبر ۱۹۲۳ – ۲ ژوئن ۱۹۹۸) پرنده‌شناس، اسکی‌باز آلپاین، و راننده رالی اهل بریتانیا بود.